# Prismatocarpus alpinus
Prismatocarpus alpinus är en klockväxtart som först beskrevs av Bond, och fick sitt nu gällande namn av Robert Stephen Adamson. Prismatocarpus alpinus ingår i släktet Prismatocarpus och familjen klockväxter. Inga underarter finns listade i Catalogue of Life.